# Thủy điện Sập Việt
Thủy điện Sập Việt là thủy điện xây dựng trên dòng suối Sập tại xã Sặp Vạt huyện Yên Châu tỉnh Sơn La, Việt Nam .
Thủy điện Sập Việt có công suất lắp máy 21 MW, khởi công tháng 7/2010 hoàn thành năm 2012 .

## Suối Sập Yên Châu
Suối Sập (Yên Châu) hay suối Bó Sập là phụ lưu cấp 1 của sông Đà, chảy ở thị xã Mộc Châu và Yên Châu .
Suối Sập dài cỡ 80 km tính theo dòng chính từ bản Bó Sập.